# Cleithracara maronii
Espèce
Cleithracara maronii est une espèce de poissons Cichliformes appartenant à la famille des Cichlidae.
Répartition géographique en Amérique du Sud :
Trinidad (non persistant ou durable), le bassin de l'Orénoque (delta),  de la rivière Barima et affluents (Guyana) jusqu'à la rivière Ouanary (Guyane française).